# Arbanitis grayi
Espèce
Synonymes
- Misgolas grayi Wishart & Rowell, 2008

Arbanitis grayi est une espèce d'araignées mygalomorphes de la famille des Idiopidae.

## Distribution
Cette espèce est endémique de Nouvelle-Galles du Sud en Australie. Elle se rencontre dans les Gloucester Caves vers Dungog.

## Description
La carapace du mâle holotype mesure 5,15 mm de long sur 3,99 mm et l'abdomen 4,24 mm de long sur 2,95 mm et la carapace de la femelle paratype mesure 6,57 mm de long sur 3,99 mm et l'abdomen 7,74 mm de long sur 2,95 mm.

## Étymologie
Cette espèce est nommée en l'honneur de Michael R. Gray.

## Publication originale
- Wishart & Rowell, 2008 : Trapdoor spiders of the genus Misgolas (Mygalomorphae: Idiopidae) from eastern New South Wales, with notes on genetic variation. Records of the Australian Museum, vol. 60, no , p. 45-86 (texte intégral).